# 小頭高原魚
小頭高原魚（学名：Herzensteinia microcephalus）为輻鰭魚綱鯉形目鲤科高原魚屬的其中一種，該物種主要分布於亞洲中國，棲息在中底層水域，體長可達21.6公分。